# Melody Prochet
Melody Prochet (nascida em 3 de abril de 1987) é uma cantora francesa. Ela é a vocalista e compositora de seu projeto musical Melody's Echo Chamber. Sob esse pseudônimo, Prochet lançou seu primeiro álbum homônimo, produzido por seu então parceiro, Kevin Parker. O álbum recebeu elogios da crítica. "Shirim", o primeiro single de Prochet do seu segundo álbum, foi lançado em 2014. 

## Vida e Carreira
Melody Prochet foi criada em Puyricard. Ela teve uma educação musical, aprendendo a tocar piano e viola desde tenra idade, segundo Prochet disse que influenciou sua abordagem "orquestral" da composição. O estilo musical de Melody tem sido descrito como  dream-pop, space rock, psychedelic rock and shoe-gaze. Os críticos de música compararam seu trabalho com Stereolab, Broadcast e Cocteau Twins.
Ela lançou seu primeiro álbum, chamado Hunt The Sleeper, em 2010, sob o nome artístico de My Bee's Garden.